# Contea di Matagorda
La contea di Matagorda in inglese Matagorda County è una contea dello Stato del Texas, negli Stati Uniti. La popolazione al censimento del 2010 era di 36 702 abitanti. Il capoluogo di contea è Bay City,

## Geografia fisica
| Anno | Popolazione | ±%     |
| ---- | ----------- | ------ |
| 1850 | 2,124       | Note:  |
| 1860 | 3,454       | 62.6%  |
| 1870 | 3,377       | −2.2%  |
| 1880 | 3,940       | 16.7%  |
| 1890 | 3,985       | 1.1%   |
| 1900 | 6,097       | 53.0%  |
| 1910 | 13,597      | 123.0% |
| 1920 | 16,589      | 22.0%  |
| 1930 | 17,678      | 6.6%   |
| 1940 | 20,066      | 13.5%  |
| 1950 | 21,559      | 7.4%   |
| 1960 | 25,744      | 19.4%  |
| 1970 | 27,913      | 8.4%   |
| 1980 | 37,828      | 35.5%  |
| 1990 | 36,928      | −2.4%  |
| 2000 | 37,957      | 2.8%   |
| 2010 | 36,702      | −3.3%  |

Secondo l'Ufficio del censimento degli Stati Uniti d'America la contea ha un'area totale di 1613 miglia quadrate (4180 km²), di cui 1100 miglia quadrate (2800 km²) sono terra, mentre 512 miglia quadrate (1330 km², corrispondenti al 32% del territorio) sono costituiti dall'acqua. Nella conta si trova la Baia di Matagorda. Confina con il Golfo del Messico.

### Strade principali
- State Highway 35
- State Highway 60
- State Highway 71
- State Highway 111

### Contee adiacenti
- Brazoria County (nord-est)
- Calhoun County (sud-ovest)
- Jackson County (ovest)
- Wharton County (nord-ovest)

### Aree nazionali protette
- Big Boggy National Wildlife Refuge
- San Bernard National Wildlife Refuge (solo in parte)

## Educazione
Nella contea si contano i seguenti distretti scolastici:
- Boling Independent School District (parzialmente)
- Matagorda Independent School District
- Palacios Independent School District (parzialmente)
- Tidehaven Independent School District
- Van Vleck Independent School District